# Rivière Noire (fleuve Saint-Jean)
Ne doit pas être confondu avec Grande rivière Noire (fleuve Saint-Jean).
Pour les articles homonymes, voir Rivière Noire et Black River.
La Rivière Noire (désignée : Little Black River dans le Maine) est une rivière coulant :
- dans le Sud du Québec (Canada) : dans la municipalité régionale de comté (MRC) de Témiscouata, dans la municipalité de Saint-Athanase ;
- dans le nord du Maine (États-Unis) : North Maine Woods, Comté d'Aroostook, zone T19 R12 WELS.

## Géographie
À partir de sa source, dans la municipalité de Saint-Athanase, dans la municipalité régionale de comté (MRC) de Témiscouata, au Québec, la rivière coule vers l'est, puis vers le sud-est en traversant la Frontière entre le Canada et les États-Unis dans le territoire non organisé Northwest Aroostook (comté d'Aroostook), jusqu'à rejoindre le fleuve Saint-Jean, à Allagash (Maine).
La rivière Noire coule sur 62,9 km surtout en zone forestière.
Cours supérieur de la rivière au Québec (segment de 19,4 km désigné rivière Noire)
À partir de sa source, la rivière coule sur :
- 3,5 km vers l'est, jusqu'à la décharge du lac du Cinq ;
- 5,8 km vers le sud-est, jusqu'au pont du lac du Moulin Théberge ;
- 10,1 km vers le sud-est, en traversant le lac Noir qui est entouré d'une zone de marais, jusqu'à la frontière entre le Québec (Canada) et le Maine (États-Unis).

Cours inférieur de la rivière dans le Maine (segment de 43,5 km désigné "Little Black River")
À partir de la frontière entre le Québec et le Maine, la rivière coule sur :
- 8,1 km vers le sud, jusqu'à la confluence du ruisseau à l'Eau Claire (venant du nord-ouest) ;
- 0,2 km vers le sud, jusqu'à la confluence de la Branche Campbell de la Petite rivière Noire (Québec-Maine) (venant du sud-ouest) ;
- 8,5 km vers le sud-est, jusqu'au Rocky Brook (venant du nord) ;
- 6,0 km vers l'est, en passant au sud de Boat Landing Mountain, jusqu'au Hofey Brook (venant du nord) ;
- 1,7 km vers le sud en recueillant les eaux du Little Hafey Brook, jusqu'au Knowland Brook (venant du sud-ouest) ;
- 8,2 km vers le sud-est en serpentant jusqu'au Carrie Bogan Brook (venant du sud-ouest) ;
- 10,8 km vers le sud-est, en passant entre deux séries de hautes montagnes (notamment le Johnson Brook Moutain et le Kelly Brook Mountain), jusqu'à la confluence de la rivière[2].

La confluence de la rivière Noire ("Little Black River") est située à Allagash (Maine), soit à :
- 1,3 km en aval de l'Île Sainte-Claire (St Clair Island) ;
- 4,8 km en amont de la confluence de la rivière Allagash (venant du sud-ouest) ;
- 27,9 km au sud-est de la frontière entre le Québec et le Maine.